# Jevpatorija
Jevpatorija ili Evpatorija (ruski: Евпато́рия, ukrajinski: Євпато́рія) lučki je grad na Krimu, de facto u Rusiji, a de jure u Ukrajini, od 105 719 stanovnika (2014.) 
Dana, 18. ožujka 2014., nakon referenduma, poluotok Krim, a time i grad Jevpatorija priključili su se Rusiji. Ovaj čin Ukrajina, EU, SAD i neke ostale države ne priznaju.
Jevpatorija leži na zapadu Krimskog poluotoka, duž obala Crnoga mora.
Na mjestu današnjeg grada nalazila se grčka kolonija – Kerkinitis (grčki: Κερκινίτις), osnovana u 6. st. pr. Kr. Grad je kasnije prezvan po jednom od imena kralja Ponta i Male Armenije – Mitridata VI. Eupatora Dioniza. Nakon brojnih promjena gospodara i relativno duge osmansko-krimskotatarske vladavine, od 1783. dio je Ruskog Carstva nakon aneksije Krima. Za vrijeme Krimskog rata upravo su se tu na samom početku rata – 1854., iskrcale tadašnje savezničke intervenističke snage Velike Britanije, Francuske, Osmanskog Carstva i Kraljevine Sardinije.
Današnja Jevpatorija je popularno morsko kupalište i lječilište, poznato po brojnim pješčanim plažama. Pored toga ona je manja ribarsko-transportna crnomorska luka.

## Unutarnje poveznice
- Džuma-Džami